# Opérationnisme
L’opérationnisme, 
opérationisme ou 
opérationnalisme
« consiste à définir les concepts de telle manière qu'ils puissent être établis et éprouvés en termes d'opérations concrètes et répétables, par des observateurs indépendants ». Cette approche, introduite au début du XXe siècle par le physicien Percy Williams Bridgman, facilite le développement de la mécanique quantique. Elle est ensuite appliquée en psychologie.

## Philosophie
En philosophie des sciences, l'opérationalisme « interprète la Science en tant que système d'actions humaines », vision à opposer au platonisme qui considère plutôt l'existence d'une réalité « à structure fixe ». Le physicien Percy Williams Bridgman a introduit le terme « opérationisme » pour indiquer son application à la physique. En 1927, il écrit : « Chaque concept que nous utilisons ne signifie rien de plus qu'un ensemble d'opérations. Si le concept est physique, comme la longueur par exemple, il s'agit alors d'opérations physiques concrètes, c'est-à-dire celles par lesquelles la longueur est mesurée. Si le concept est mental, comme celui de la continuité mathématique, il s'agira d'opérations mentales, à savoir celles par lesquelles nous déterminons si un certain aggrégat de magnitudes est continu. ».
Dans les années 1920, Stanley Smith Stevens publie une série d'articles sur l'opérationnalisme dans le but de l'adapter à la psychologie. Son approche a été accueillie favorablement. 